# Ареда
Аре́да (рос. Ареда) — селище у складі Чернишевського району Забайкальського краю, Росія. Входить до складу Комсомольського сільського поселення.

## Населення
Населення — 380 осіб (2010; 571 у 2002).
Національний склад (станом на 2002 рік):
- росіяни — 93 %